# Иванов, Георгий Александрович (актёр)
Георгий Александрович Ивано́в (1904—1976) — советский актёр театра и кино. Лауреат Сталинской премии третьей степени (1951).

## Биография
Георгий Александрович Иванов родился в 1904 году. Актёр Московского академического театра сатиры. Снимался в кино.
Г. А. Иванов умер в 1976 году.
Похоронен в Москве в колумбарии Введенского кладбища.

## Творчество

### Театральные работы
- «Клоп» В. В. Маяковского — Продавец селёдок
- «Баня» В. В. Маяковского — Ночкин, растратчик
- «Свадьба с приданым» Н. М. Дьяконова — Семён Иванович Пирогов, председатель колхоза «Заря»

### Фильмография
- 1937 — Белеет парус одинокий — жандарм (нет в титрах)
- 1953 — Свадьба с приданым — Семён Иванович Пирогов, председатель колхоза «Заря»
- 1956 — Они были первыми — эпизод
- 1959 — Обнажённая со скрипкой (фильм-спектакль) — Обадайа Левеллин
- 1962 — Яблоко раздора — Гордей Семёнович Тявкало, начальник фермы
- 1971 — Когда море смеётся (фильм-спектакль)— Старик

### Озвучивание
- 1957 — Чудесница
- 1964 — Светлячок № 5 (мультфильм)
- 1965 — Сыновья Большой Медведицы — Билл (роль Йозо Лепетича)

## Награды и премии
- Сталинская премия третьей степени (1951) — за исполнение роли Семёна Ивановича Пирогова в спектакле «Свадьба с приданым» Н. М. Дьяконова